# Svenstorp, Varbergs kommun
För andra betydelser, se Svenstorp.
Svenstorp är en småort i Lindbergs socken i Varbergs kommun. 